# 桂山中学
中山市桂山中学是广东省中山市四所重点中学之一。学校坐落于中山市三乡镇，占地19960平方米。新址位于三乡镇小琅环公园附近，已經建成使用。

## 历史沿革
桂山书院始建于清乾隆丁丑22年（即1756年）；
从1905年至1944年，桂山的校名先后为：
桂山公立小学堂
桂山两等小学
谷镇区第一高等小学校
香山县第五区区立第一小学
中山县第五区区立第一小学
第五区十八乡联立桂山小学
1944年改办初中,易名桂山中学至今；
1968年起改办高中；
2004年6月创办附属初中桂山君里学校。

## 著名校友
陈卓林

## 相关链接
- 中山市桂山中学